# Walter Bishop junior
Walter Bishop junior (* 10. April 1927; † 24. Januar 1998) war ein US-amerikanischer Jazzpianist des Bebop und Hardbop.

## Leben und Wirken
Walter Bishop Jr. war der Sohn des Komponisten Walter Bishop Sr. In seiner Zeit auf der Highschool war er mit Musikern wie Kenny Drew, Sonny Rollins und Art Taylor befreundet. Seine Profikarriere begann Bishop nach dem Zweiten Weltkrieg; so spielte er 1949 in der Four-Brothers-Band mit Stan Getz, Zoot Sims, Allen Eager und Brew Moore.
Im Oktober 1951 nahm er an der Dig-Session von Miles Davis teil; er begleitete den Trompeter auch bei seiner Session im Januar 1953, als dieser das letzte Mal mit Charlie Parker aufnahm (Collectors’ Items). Mit Parker hatte er 1952 beim Konzert im Rockland Palace gespielt. 1953 spielte er auch im Sextett von Oscar Pettiford; außerdem arbeitete er mit Art Blakey, Tubby Hayes, Charlie Parker, Oscar Pettiford, Kai Winding, Jackie McLean, Curtis Fuller, Terry Gibbs, Sonny Stitt, Clark Terry, Blue Mitchell und später mit der Formation Supersax. 
In den frühen 1960er Jahren leitete er auch ein eigenes Trio mit Jimmy Garrison und G. T. Hogan. Er trat bis in die 1990er Jahre auf.
Nach seinem Studium an der Juilliard School bei Hall Overton Ende der 1960er Jahre unterrichtete er in den 1970er Jahren Musiktheorie an Colleges in Los Angeles. Ab 1983 lehrte er an der Hartt School der University of Hartford. Er schrieb auch das Lehrbuch A Study in Fourths über Jazz-Improvisation.

## Diskographische Hinweise
- Speak Low (Jazztime Records, 1961)
- Summertime (Fresh Sound, 1963) mit Edward „Butch“ Warren (b), Jimmy Cobb
- Bish Bash (Xanadu Records, 1964)
- Coral Keys (Black Jazz Records, 1972)
- 12:00 Midnight Blue (Red Records, 1991)